# پت تاناکا
پت تاناکا (انگلیسی: Pat Tanaka؛ زادهٔ ۵ اوت ۱۹۶۳) کشتی‌گیر کشتی حرفه‌ای اهل ایالات متحده آمریکا است.